# Ленский, Виктор Степанович
Ви́ктор Степа́нович Ле́нский (10 [23] февраля 1913, село Нечаевка, Пензенская губерния — 7 марта 1998, Москва) — советский учёный-механик, работавший в области механики деформируемого твёрдого тела.

## Биография
В. С. Ленский родился 10 (23) февраля 1913 года в селе Нечаевка в семье священнослужителя. В 1930 году он окончил школу-девятилетку, затем работал чернорабочим. В 1932 году поступил на физико-математический факультет Ростовского педагогического института. В 1935 году переведён на кафедру теории упругости механико-математического факультета Московского государственного университета имени М. В. Ломоносова.
Участник Великой Отечественной войны (1942—1945 гг., радист и разведчик), награждён орденом Красной Звезды и двумя медалями «За отвагу», медалями «За взятие Кёнигсберга», «За победу над Германией в Великой Отечественной войне 1941—1945 гг.».
Кандидат наук (1947), доктор наук (1961), профессор кафедры теории упругости МГУ (1963). Заслуженный профессор Московского университета (1997)
. Заслуженный деятель науки РСФСР (1974).
Лауреат Ломоносовской премии МГУ I степени (1996).

## Научная деятельность
Проводил работы по экспериментальному подтверждению новой теории пластичности А. А. Ильюшина, выявил основополагающие свойства пластичности металлов при сложном нагружении. Исследовал функционалы пластичности при сложном нагружении, предложил гипотезы компланарности и локальной определённости, являющиеся основой локальной теории пластичности. Заведовал лабораторией динамических испытаний МГУ. Дал математическое описание явления запаздывания текучести, явления тыльного динамического откола, изучил закономерности распространения упругопластических волн при импульсном нагружении, предложил метод экспериментального построения динамического функционала пластичности.
Результаты научной деятельности В. С. Ленского опубликованы более чем в 100 научных работах (в их числе — четыре университетских учебника). Среди учеников В. С. Ленского более 20 кандидатов и 5 докторов наук.

## Семья
Сыновья — Анатолий Викторович, Эрлен Викторович — ведущие научные сотрудники Института механики МГУ